# Distretto di Zirc
Il distretto di Zirc (in ungherese Zirci járás) è un distretto dell'Ungheria, situato nella provincia di Veszprém.